# Ahmed Dino
Ahmed bej Dino (ur. 1785 w Prewezie, zm. 1849) – albański polityk i wojskowy.

## Życiorys
Służył u boku Alego Paszy z Tepeleny jako jeden z generałów. W 1844 roku sfinansował budowę meczetu Yeni w Prewezie.
W 1847 roku wziął udział w antyosmańskim powstaniu albańskim pod dowództwem Zenela Gjoleki; po stłumieniu buntu przez Imperium Osmańskie Dino został zesłany do Konyi, gdzie zmarł w 1849 roku.

## Życie prywatne
Jego żoną była Saliha Çapari, z którą miał dwóch synów: Abedina i Veysela.